# 자일대우 레스타
자일대우 레스타(Zyle Daewoo Lestar)는 자일대우버스에서 독자 개발하여 시판하는 준중형 버스 차종이다.

## 1세대(LB)

### 레스타
자일대우버스는 2007년부터 현대 카운티의 경쟁 모델로 소형버스 시장 진출을 위한 독자 차종을 개발하였으며, 2012년 부산모터쇼에서 처음 공개한 뒤 출시하였다.
레스타의 출시 전까지 17~25인승급 소형버스는 현대자동차에서 e-카운티 차종을 대한민국에서 유일하게 판매 시장을 구축해왔으며, 레스타의 출시에 따라 학원, 교회, 음식점, 어린이집, 회사, 학교, 관공서, 개인사업자, 쇼핑센터, 마을버스, 농어촌버스 등에서 차종 선택폭이 넓어지게 되었다. 경쟁 모델인 현대 카운티에 없는 15인승도 역시 소형버스인 이 차량에서 시판을 하고 있다. 처음 출시하면서 데킹공법과 전착도장 공법을 적용한 바 있다.
엔진은 장축에 커민스 ISF 3.8 (170마력 / 67kg.m) 엔진을 선택할 수 있다. 단축에는 나비스타 맥스포스 엔진 160마력이 기본 적용되었지만 2015년부터 유로6 규제가 적용되면서 커민스 ISF 엔진이 전모델 기본 탑재된다.
레스타 1호차는 두리관광에서 처음으로 출고하였으며, 마을버스는 최초 출고 업체로는 경기도 화성시 소재 화성창운여객이 최초로 출고되었다. 카운티의 독점 체제가 깨지면서 판매량 역시 전세 역전되었다. 2013년 10월 1일부터 리무진 모델과 투어 모델이 추가되었으며, 그라마 시트를 선택사양으로 하는 2014년형을 시판하고 있다. 다만 카운티와는 달리 휠캡이 기본으로 적용되지 않는다. 2015년부터는 자동변속기도 선택사양에 포함되었다. 시외버스는 드물게 경산버스에서 동대구 ~ 울산 노선에 투입되기도 한다. 차량은 네이버 블로그에 따르면 중문 슬라이딩형 도어로 장착되어 있어 자가용과 관광버스 출신 차량일 가능성이 높은 것으로 보인다. 2020년부터는 뒷면에 ZYLE DAEWOO 폰트가 부착되었가 그해 6월부터는 코로나19 장기화에 따른 수요 감소와 실적 악화등의 문제로 자일대우버스 울산공장 생산라인 가동이 중단되고, 베트남 공장으로 이전하였다. 그렇게 베트남 공장에서 역수입해서 판매하고 있었지만 2024년에 자일자동차가 베트남산 버스 판매 중단을 결정하면서 단종되었다.

## 사진

자일대우 레스타 정측면
자일대우 레스타 후측면
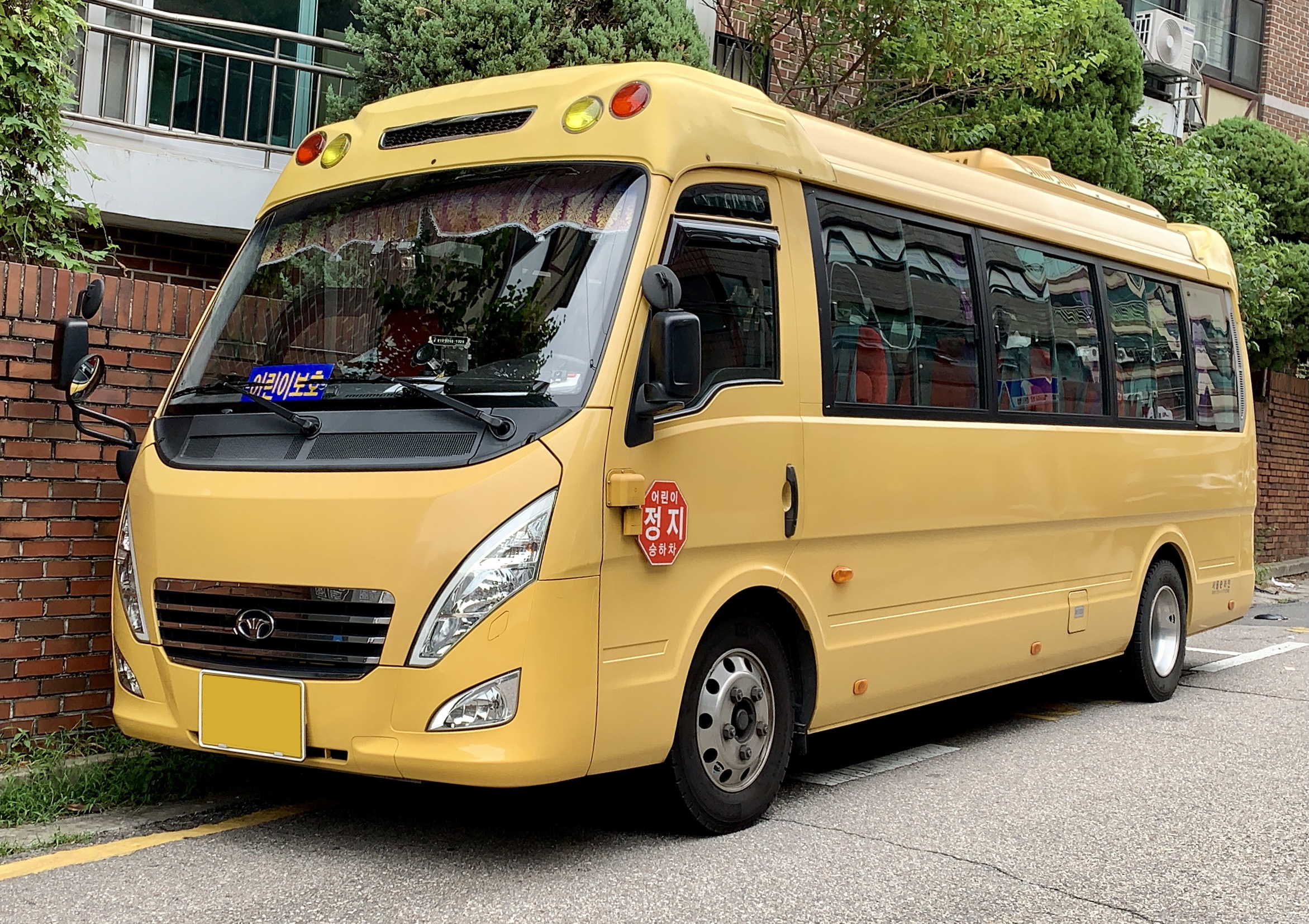
자일대우 레스타 학원차량 정측면
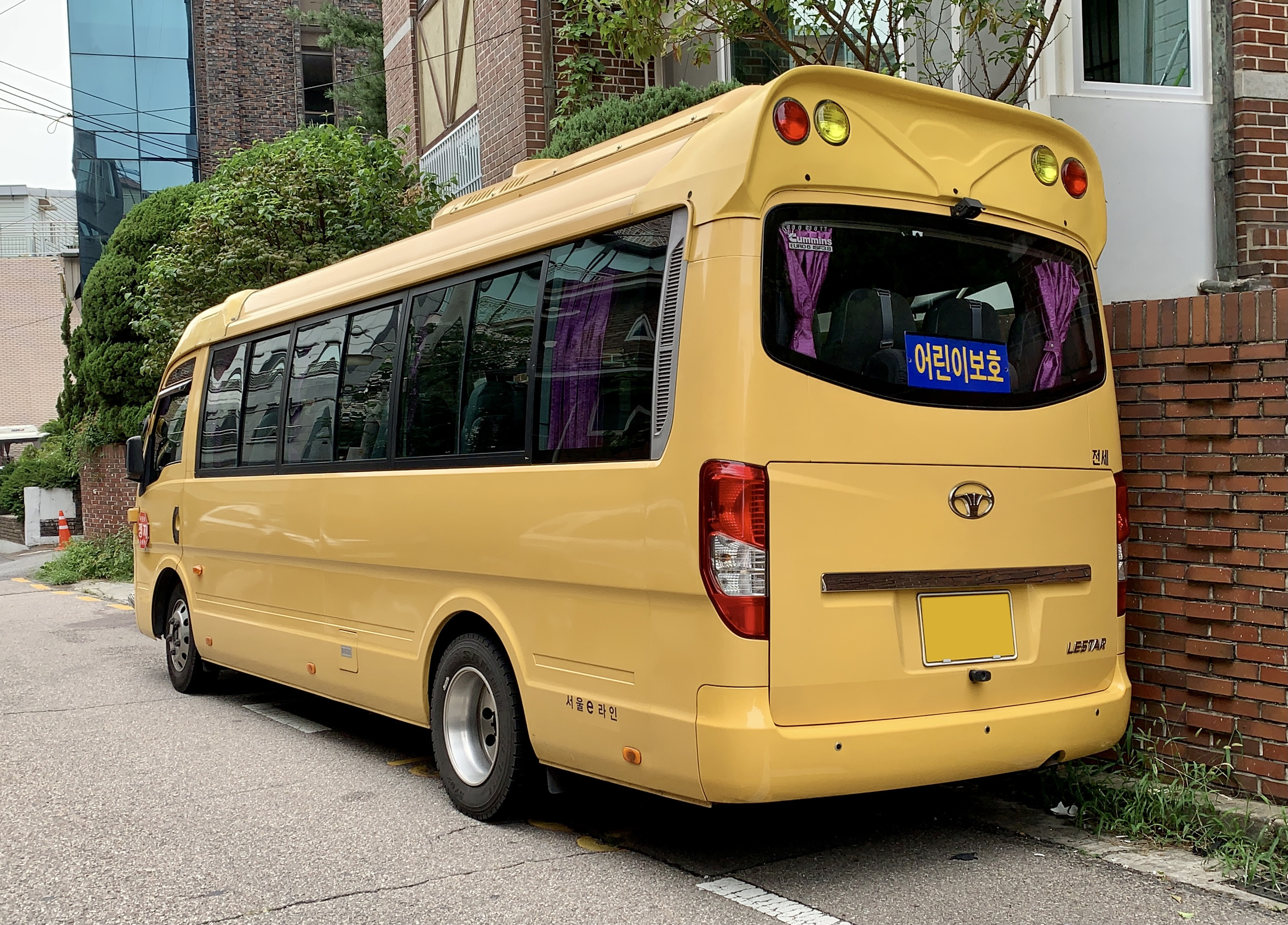
자일대우 레스타 학원차량 정측면
자일대우 레스타 대시보드
자일대우 레스타 실내
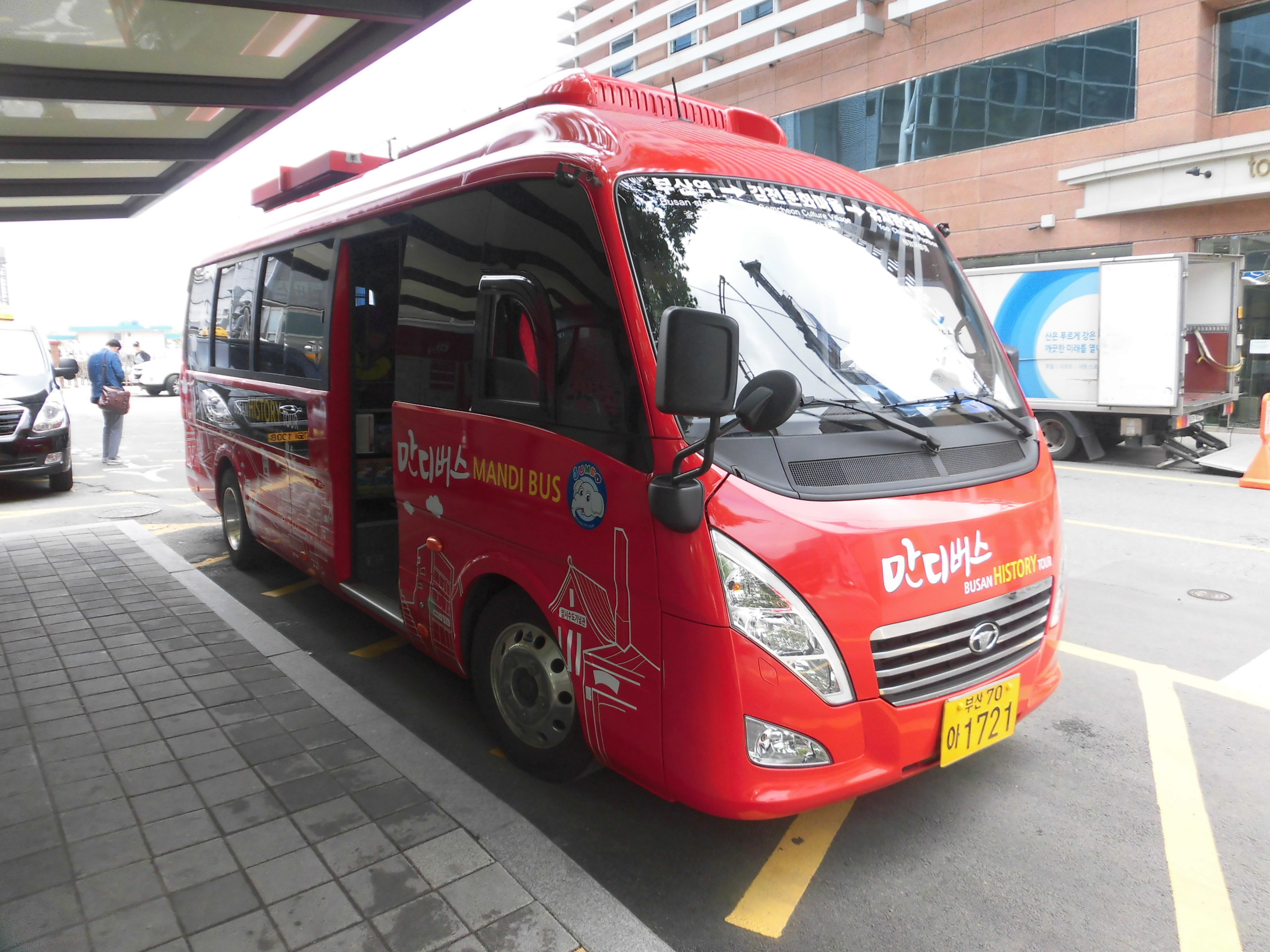
자일대우 레스타 부산 만디버스 정측면
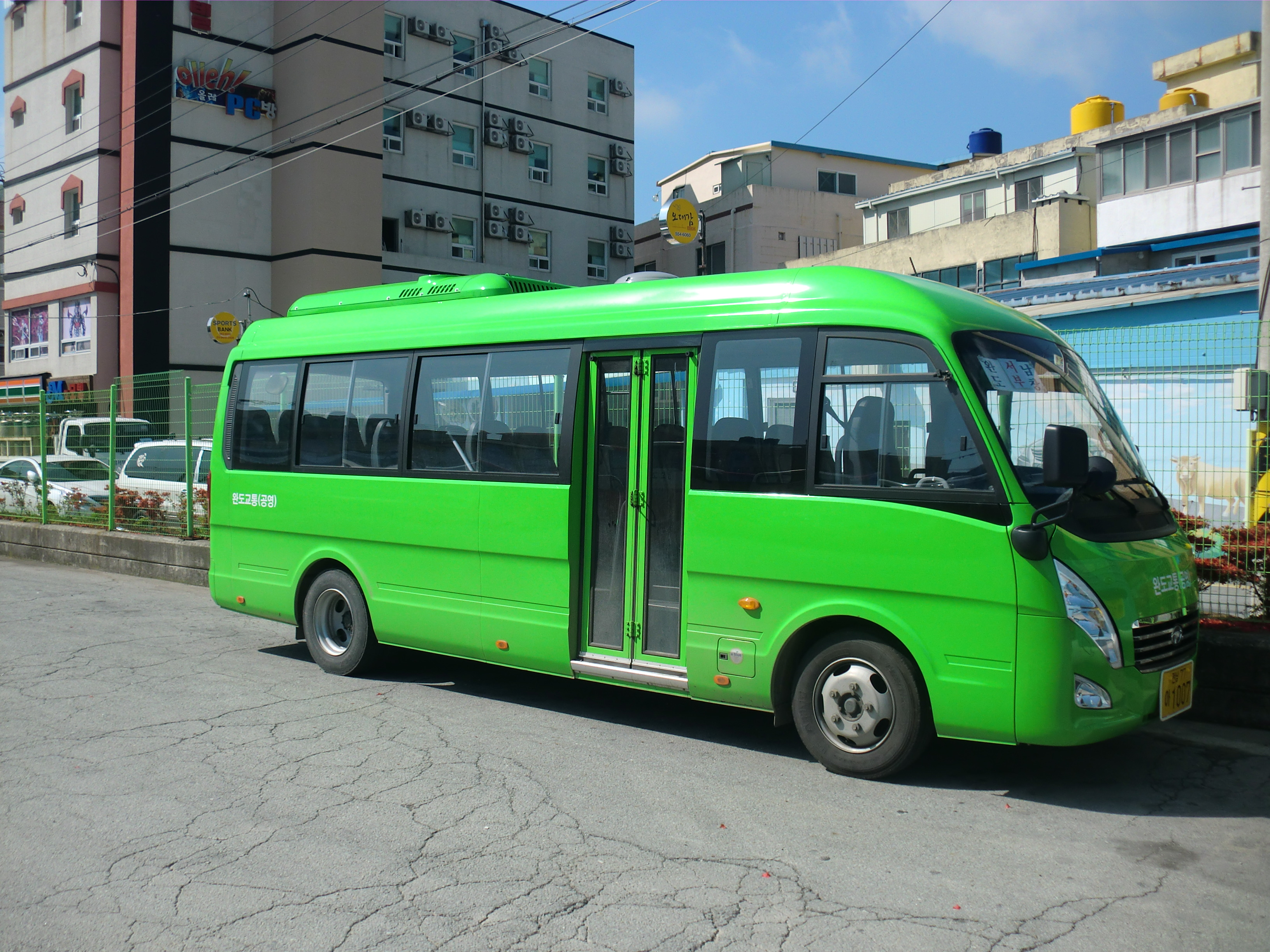
자일대우 레스타 완도 버스 정측면

## 같이 보기
- 자일대우
- 타타대우 더 쎈